# Аміт Елор
Аміт Елор (1 січня 2004 , Волнат-Крік, Каліфорнія, США ) — американська борчиня вільного стилю, олімпійська чемпіонка 2024 року, чемпіонка світу.

## Спортивні результати на міжнародних змаганнях

### Виступи на Олімпіадах
| Змагання                    | Збірна | Вагова категорія          | Місце  |
| --------------------------- | ------ | ------------------------- | ------ |
| Літні Олімпійські ігри 2024 | США    | жіноча боротьба, до 68 кг | Золото |

### Виступи на Чемпіонатах світу
| Змагання                        | Збірна | Вагова категорія          | Місце  |
| ------------------------------- | ------ | ------------------------- | ------ |
| Чемпіонат світу з боротьби 2022 | США    | жіноча боротьба, до 72 кг | Золото |
| Чемпіонат світу з боротьби 2023 | США    | жіноча боротьба, до 72 кг | Золото |

### Виступи на Панамериканських чемпіонатах
| Змагання                                                        | Збірна | Вагова категорія          | Місце  |
| --------------------------------------------------------------- | ------ | ------------------------- | ------ |
| Панамериканський чемпіонат з боротьби 2023                      | США    | жіноча боротьба, до 72 кг | Золото |
| Олімпійський кваліфікаційний турнір з боротьби 2024 (Акапулько) | США    | жіноча боротьба, до 68 кг | Золото |

### Виступи на змаганнях молодших вікових груп
| Змагання                                                 | Збірна | Вагова категорія          | Місце  |
| -------------------------------------------------------- | ------ | ------------------------- | ------ |
| Панамериканський чемпіонат з боротьби серед кадетів 2018 | США    | жіноча боротьба, до 66 кг | Золото |
| Чемпіонат світу з боротьби серед кадетів 2019            | США    | жіноча боротьба, до 69 кг | Бронза |
| Чемпіонат світу з боротьби серед кадетів 2021            | США    | жіноча боротьба, до 69 кг | Золото |
| Чемпіонат світу з боротьби серед юніорів 2021            | США    | жіноча боротьба, до 68 кг | Золото |
| Чемпіонат світу з боротьби серед юніорів 2022            | США    | жіноча боротьба, до 72 кг | Золото |
| Чемпіонат світу з боротьби серед юніорів 2023            | США    | жіноча боротьба, до 72 кг | Золото |
| Чемпіонат світу з боротьби серед молоді 2023             | США    | жіноча боротьба, до 72 кг | Золото |